# Liste der Festredner der Salzburger Festspiele
Die Liste der Festredner der Salzburger Festspiele listet die Eröffnungsredner der Salzburger Festspiele.

## Geschichte
Die Eröffnung der Salzburger Festspiele wird von der Salzburger Landesregierung ausgerichtet, welche auch die Entscheidung traf, wer die Eröffnungsrede halten darf. Diese 1964 begonnene Tradition wurde 2005 unterbrochen, als die neue Salzburger Landeshauptfrau Gabi Burgstaller sich gegen eine Eröffnungsrede aussprach. Diese Entscheidung, wonach nur noch österreichische Bundes- und Landespolitiker das Wort ergreifen durften, war umstritten. Die Präsidentin der Festspiele Helga Rabl-Stadler kritisierte Burgstaller dafür. Die Direktorin des Salzburger Museums Rupertinum Agnes Husslein beauftragte den Wiener Schriftsteller Robert Menasse mit einer alternativen Festspielrede. 2007 wurde die Festrede wieder fester Bestandteil des Eröffnungsprogramms. 2011 wurde der Schweizer Soziologe Jean Ziegler als Festredner eingeladen und anschließend – wiederum von Gabi Burgstaller – ausgeladen (siehe auch Der Aufstand des Gewissens). Als Grund der Ausladung wurde seine Nähe zum libyschen Despoten Muammar al-Gaddafi genannt. Eine geplante Gegenrede Zieglers fand aus Termingründen nicht statt. Im Zuge dieses Konfliktes wird seit 2011 und mit dem Festredner Joachim Gauck für 2011 der Festredner von der Festivalleitung ausgewählt und eingeladen.

## Festredner
- 1964 Salvador de Madariaga: „Lob Salzburgs“
- 1965 Gabriel Marcel: „Die Musik als Heimat der Seele“
- 1966 Clemens Holzmeister: „Das Bauwerk der Salzburger Festspiele“
- 1967 Bernhard Paumgartner: „Die Aufgabe Salzburgs“
- 1968 W. H. Auden: „Worte und Noten“
- 1969 Pietro Quaroni: „Festspiele und Massenmedien“
- 1970 Carl Zuckmayer: „Über die musische Bestimmung des Menschen“
- 1971 Helmuth Plessner: „Das Geheimnis des Schauspielers“
- 1972 Eugène Ionesco: „Die bedrohte Kultur“
- 1973 Giorgio Strehler: „Max Reinhardt und heute“
- 1974 Oscar Fritz Schuh: „Zum 100. Geburtstag Hugo von Hofmannsthals“
- 1975 Carl Friedrich von Weizsäcker: „Die geheimnisvolle Wirklichkeit des Schönen“
- 1976 Heinz Politzer: „Musikerlöste Dämonie“
- 1977 Léopold Sédar Senghor: „Österreich als Ausdruck der Weltkultur“
- 1978 Josef Klaus: „Salzburger Weltoffenheit“
- 1979 Sir Karl Popper: „Schöpferische Selbstkritik in Wissenschaft und Kunst“
- 1980 Wolfgang Hildesheimer: „Was sagt Musik aus?“
- 1981 Hans-Georg Gadamer: „Das Alte und das Neue“
- 1982 Hermann Josef Abs: „Mäzenatentum als Verpflichtung und Beglückung“
- 1983 Leo Gabriel: „Sprache und Gespräch – Schöpferische Weltgestaltung“
- 1984 Gerd Bacher: „Die Beifallsgesellschaft und ihre Medien“
- 1985 Jeanne Hersch: „Der Widerspruch in der Musik“
- 1986 Clemens August Andreae: „Kunstwerke zwischen Ästhetik und Ökonomik“
- 1987 Kurt Hübner: „Festspiele als mythisches Ereignis“
- 1988 Péter Hanák: „Schöpferische Kraft und Pluralität in der mitteleuropäischen Kunst“
- 1989 Maurice Schumann: „1789-1791. Vom aufsteigenden Licht einer Revolution zum Erlöschen eines Genies“
- 1990 Václav Havel: „Die Posie ist zu Ende“
- 1991 Wolfgang Rihm: „Was 'sagt' Musik?“
- 1992 Der 14. Dalai Lama: „Menschliches Mitgefühl und universelle Verantwortung: Eine Grundlage des Glücks und des Friedens“
- 1993 Árpád Göncz: Rede ohne Titel
- 1994 George Steiner: „Der Europa-Mythos“
- 1995 Nikolaus Harnoncourt: „Was ist Wahrheit? oder Zeitgeist und Mode“
- 1996 Claudio Magris: „Utopie und Entzauberung“
- 1997 Christoph Ransmayr: „Die dritte Luft oder Eine Bühne am Meer“
- 1998 Kardinal Franz König: „Europa braucht ein neues geistiges Antlitz“
- 1999 Barbara Frischmuth: „Das Heimliche und das Unheimliche“
- 2000 Jakob Kellenberger: „Friede ist das Ergebnis harter Arbeit“
- 2001 Peter Sloterdijk: „Tau von den Bermudas“
- 2002 Peter Ruzicka: „Das Spiel vom Ende der Feste“
- 2003 Andrei Pleșu: „Freude - Ost und West“
- 2004 István Szabó: Rede ohne Titel
- 2005 keine Festrede
- 2006 keine Festrede
- 2007 Jürgen Flimm: „Die Gegenwart spiegeln, die Welt spiegeln“
- 2008 Elke Heidenreich: „Denn stark wie die Liebe ist der Tod“
- 2009 Daniel Kehlmann: „Die Lichtprobe“
- 2010 Daniel Barenboim: „Nicht warten, sondern auf den anderen zugehen“[4]
- 2011 Joachim Gauck: „Auf die Mutigen wartete das Gefängnis“[5][6]
- 2012 Peter von Matt: „Kunst, Verschwendung und Gerechtigkeit“[7]
- 2013 José Antonio Abreu: „Kinder und Jugendliche in ein solidarisches Leben einführen“
- 2014 Christopher Clark: „Die Entstehung des Ersten Weltkriegs“
- 2015 Rüdiger Safranski: „Revolution des Zeitregimes“[8]
- 2016 Konrad Paul Liessmann: „Und mehr bedarf's nicht. Über Kunst in bewegten Zeit“[9]
- 2017 Ferdinand von Schirach: „Das Recht gegen die Macht stellen“[10]
- 2018 Philipp Blom: „Wir sind alle Kinder der Aufklärung“[11]
- 2019 Peter Sellars: „Listening to the Ocean: Planetary Change and Cultural Action – The meaning and urgency of ‚ecological civilization‘ in the next generation“[12]
- 2020 Alexander Kluge: „Rede über das Jahrhundert“[13]
- 2021 Julian Nida-Rümelin: „Eine humanistische Utopie“[14]
- 2022 Ilija Trojanow: „Der Ton des Krieges, die Tonarten des Friedens“[15]
- 2023 Anton Zeilinger: „Die Zeit ist aus den Fugen“[16]
- 2024 Nina Chruschtschowa: „In Zeiten des Krieges steigen Wert und Bedeutung der Kunst“[17]
- 2025 Anne Applebaum[18]